# Let Them Eat Jellybeans!
Let Them Eat Jellybeans!, носящий также подзаголовок «17 Extracts From Americas Darker Side» — альбом-компиляция, выпущенный лейблом Джелло Биафры Alternative Tentacles в 1981 году. Этот сборник стал одной из самых первых компиляций андерграундной музыки США, выпуск которого задокументировал важные панк-коллективы, существовавшие в то время в США и Канаде. Первая сторона пластинки включала композиции групп, сформировавших каноны американского хардкор-панка 1980-х, а вторая сторона отличается более экспериментальным звучанием.

## Об альбоме
Название альбома происходит от фразы, приписываемой Марии-Антуанетте: «Если у них нет хлеба, пусть едят пирожные!» (англ. «Let them eat cake»). Замена слова «cake» словом «jellybeans» является отсылкой к персоне Рональда Рейгана, этот вид конфет был его любимым.
По крайней мере две композиции на «панк-стороне» записи никогда больше не издавались в таком же виде, как они звучат на Let Them Eat Jellybeans. Версия «Police Story» от Black Flag, выпущенная на …Jellybeans! была записана во время записи мини-альбома Six Pack с вокалом Деза Кадены, при этом вкладка альбома отмечает актуальный на тот момент (так называемая Damaged-era) с Генри Роллинзом на вокале. Версия композиции Dead Kennedys «Nazi Punks Fuck Off!» абсолютно отличается от версий, которые можно услышать на записях группы In God We Trust, Inc. и сингле «Nazi Punks Fuck Off!».
Согласно объяснениям Alternative Tentacles, этот сборник не переиздавался, так как Black Flag не дали бы разрешение на использование их трека в переиздании, а также из-за «разрыва отношений» между Биафрой и некоей группой из списка участников. Биафра же при этом принципиально отказывается переиздавать запись, пока она не будет соответствовать полному, изначальному трек-листу. Несмотря на это, альбом широко доступен в peer-to-peer сетях и на просторах Сети.

## Список композиций
Сторона 1
1. «Ha Ha Ha» — Flipper
2. «The Prisoner» — D.O.A.
3. «Police Story» — Black Flag
4. «Pay to Cum» — Bad Brains
5. «Nazi Punks Fuck Off!» — Dead Kennedys
6. «Paid Vacation» — Circle Jerks
7. «Prostitution» — Really Red
8. «Jesus Entering from the Rear» — The Feederz
9. «Slave to My Dick» — The Subhumans

Сторона 2
1. «Isotope Soap» — Geza X
2. «Persecution-That’s My Song» — BPeople
3. «An Object» — Wounds
4. «Everyone’s A Bigot» — The Offs
5. «Corporate Food» — Anonymous (Steve Fisk)
6. «Fun Again» — Half Japanese
7. «Joke’s On You» — Christian Lunch
8. «Sleep» — Voice Farm

## Влияние
Сборник повлиял на множество независимых лейблов 80-х, побудив их издать подобные диски.